# Šuša
Šuša (azerbajdžansko Şuşa, ) ali Šuši (armensko Շուշի) je mesto v Azerbajdžanu, v regiji Gorski Karabah. Mesto, ki leži na nadmorski višini 1400–1800 metrov v gorah Karabaha, je bilo v sovjetski dobi gorsko letovišče.
Večina virov datira ustanovitev Šuše v 1750-ta s strani Panah Ali Kana, ustanovitelja Karabaškega kanata, kar sovpada z ustanovitvijo trdnjave Šuša. Nekateri to pripisujejo zavezništvu med Panahom Alijem Kanom in Melikom Šahnazarjem, lokalnim armenskim princem (melik) iz Varande. V teh poročilih je ime mesta izviralo iz bližnje armenske vasi, imenovane Šoš ali Šušikent (glej § Etimologija za alternativne razlage). Nasprotno pa nekateri viri opisujejo Šušo kot pomembno središče znotraj samoupravnih armenskih melikdomov v Karabahu v 1720-ih, drugi pa pravijo, da je bila planota že mesto armenske utrdbe. Od sredine 18. stoletja do leta 1822 je bila Šuša glavno mesto Karabaškega kanata. Mesto je postalo eno od kulturnih središč južnega Kavkaza po ruski osvojitvi kavkaške regije iz Kadžarskega Irana v prvi polovici 19. stoletja. V 19. stoletju se je naselje povečalo in postalo mesto in je bilo dom številnim armenskim in azerbajdžanskim intelektualcem, pesnikom, pisateljem in glasbenikom (vključno z azerbajdžanskimi ašiki, pevci mugama in igralci kobuza).
Mesto ima verski, kulturni in strateški pomen za obe skupini. Šuša pogosto velja za zibelko azerbajdžanske glasbe in poezije ter enega vodilnih središč azerbajdžanske kulture. Šuša vsebuje tudi številne armenske apostolske cerkve, vključno s stolnico Ghazančecoc in Kanach Zham, ter služi kot kopenska povezava med Gorskim Karabahom in Armenijo prek koridorja Lačin na zahodu. Skozi moderno zgodovino je mesto spodbujalo mešano armensko-azerbajdžansko prebivalstvo. Prvi razpoložljivi demografski podatki o mestu iz leta 1823 kažejo, da je imelo mesto Azerbajdžansko večino. Armenski prebivalci mesta so sčasoma vztrajno rasli in predstavljali večino mestnega prebivalstva do pokola v Šuši leta 1920, v katerem so azerbajdžanske sile uničile armensko polovico mesta, kar je povzročilo smrt ali izgon armenskega prebivalstva, do 20.000 ljudi.
Mesto je med konfliktom v Gorskem Karabahu utrpelo znatno uničenje in izseljevanje. Po zavzetju Šuše leta 1992 s strani armenskih sil med prvo vojno v Gorskem Karabahu je azerbajdžansko prebivalstvo mesta pobegnilo in večina mesta je bila uničena.[18] Med majem 1992 in novembrom 2020 je bila Šuša pod dejanskim nadzorom odcepljene Republike Arcah in upravljana kot središče njene province Šuši. 8. novembra 2020 so azerbajdžanske sile ponovno zavzele mesto med drugo vojno v Gorskem Karabahu po tridnevni bitki. Armensko prebivalstvo mesta je pobegnilo in pojavila so se številna poročila, da je bila armenska kulturna dediščina mesta uničena. Azerbajdžanska vlada je mesto odprla za turiste iz Azerbajdžana leta 2022 in namerava začeti ponovno naseljevati mesto leta 2023.